# Der lächerliche Prinz Jodelet
Der lächerliche Prinz Jodelet ist ein Barock-Opern-Pasticcio in fünf Akten von Reinhard Keiser. Die Original-Bezeichnung lautet scherzthafftes Sing-Spiel.
Das Libretto verfasste Johann Philipp Praetorius nach den französischen Komödien Jodelet ou le Maître valet (1643) von Paul Scarron und Le geôlier de soi-même ou Jodelet prince (1655) von Thomas Corneille, die ihrerseits auf den spanischen Komödien Donde hay agravios no hay celos, y amo criado (1640) von Francisco de Rojas Zorrilla bzw. El alcalde de sí mismo von Pedro Calderón de la Barca (1651) basieren.
Die Uraufführung fand 1726 in der Hamburger Gänsemarktoper statt. Dem Zeitgeschmack entsprechend enthielt die Inszenierung Anspielungen auf das aktuelle Tagesgeschehen.

## Handlung
Die Oper spielt im mittelalterlichen Süditalien.
Federic, der Kronprinz von Sizilien, hatte in einem Turnier den Verlobten Lauras, der Prinzessin von Neapel, erschlagen und befindet sich zusammen mit seinem Vertrauten Octavius auf der Flucht vor den Soldaten König Fernandos.
Zur Tarnung vertauschen sie ihre vornehmen Ritterrüstungen mit einfachen Kleidern und suchen unerkannt Schutz bei Isabella, der Schwester des Getöteten.
Unterdessen finden Jodelet, ein armer Müßiggänger, und sein Kompane Nicolo die Rüstungen und legen sie an. Jodelet wird von Federics Verfolgern für den
flüchtigen Prinzen gehalten, verhaftet und zu Isabella gebracht. Diese bestimmt Federic zum Wächter Jodelets. Dadurch wird der vermeintliche Federic zum Gefangenen des echten. Da Jodelets Haft als vermeintlicher Prinz unter angenehmen Bedingungen mit guter Verpflegung verläuft, nimmt er diese Rolle bereitwillig an.
Federic verliebt sich in die Königstochter Laura und nähert sich dieser unter dem Namen Leonard. Da erscheint Federics Bruder Eduard als Friedensunterhändler zwischen Neapel und Sizilien. Die Verwechselung klärt sich auf. Der Frieden wird durch die Hochzeiten von Kronprinz Federic von Sizilien und Prinzessin Laura von Neapel sowie von Eduard und Isabella besiegelt. Jodelet und Nicolo werden wieder auf die Straße gesetzt.

## Gestaltung
Einige der Rezitative entstammen der bereits 1680 in Hamburg aufgeführten Jodelet-Oper Sein selbst Gefangener von Johann Wolfgang Franck (Musik) und Matsen (Libretto). Die Rezitative und die meisten Arien sind in deutscher Sprache, teilweise dialektal gefärbt, gehalten. Andere Arien sind italienisch. Da es sich um ein Pasticcio handelt, stammen einige Arien ursprünglich von anderen Komponisten wie Antonio Caldara, Francesco Gasparini und Antonio Vivaldi oder aus früheren Werken Keisers. Die von vier gedämpften Violinen begleitete Arie der Isabella Ein zärtlich liebendes Hertze entstammt seiner Oper Bretislaus. Die Instrumentalsätze, Rezitative, Chöre und der überwiegende Teil der deutschsprachigen Arien sind Original-Kompositionen.

## Aufführungsgeschichte
Das Werk wurde erstmals 1726 an der Hamburger Gänsemarktoper aufgeführt. Die Rolle der Erminda wurde von Margaretha Susanna Kayser gesungen.
Am 3. Mai 1971 gab es eine von dem Bremer GMD Hermann Michael geleitete konzertante Aufführung aus der Oberen Halle des Alten Rathauses in Bremen im Rahmen der von Radio Bremen veranstalteten Tage „pro musica antiqua“, die zudem von den Sendeanstalten der ARD und weiteren Stationen der Europäischen Rundfunkunion UER/EBU in 11 europäischen Ländern direkt übertragen wurde.
Szenisch wurde die Oper 2004 an der Hamburgischen Staatsoper wieder aufgeführt. Der Barockspezialist Alessandro de Marchi hatte die musikalische Leitung. Regie führte Uwe Eric Laufenberg. Die Sänger waren Jörn Schümann (Fernando), Inga Kalna (Laura), Moritz Gogg (Federic), Christoph Pohl (Eduard), Julia Sukmanova (Isabella), Anke Herrmann und Gabriele Rossmanith (Erminde), Tamara Gura (Julia), Andreas Hörl (Octavius), Jan Buchwald (Jodelet), Christoph Genz (Nicolo), Michael Smallwood (Henriquez) und Wilhelm Schwinghammer (Sanchez). Die Aufführung vom 22. Februar 2004 wurde live vom Radio-Sender NDR Kultur übertragen.